# باربرا ثورن
باربرا ثورن (بالإنجليزية: Barbara Thorn)‏ هي ممثلة بريطانية، ولدت في 1954 في لندن في المملكة المتحدة.

## وصلات خارجية
- باربرا ثورن على موقع IMDb (الإنجليزية)
- باربرا ثورن على موقع قاعدة بيانات الفيلم (الإنجليزية)